# パーキー
- パク・ウォンシク[注釈 1]

パーキー（Parky、1986年12月16日 - ）は、韓国の男性総合格闘家。本名はパク・ウォンシク（박원식、Won Sik Park）。慶尚南道蔚山市（現･蔚山広域市）出身。TEAM MADULSAN属。
blackcombat一勝一敗

## 来歴
テコンドーとブラジリアン柔術をバックボーンに持ち、韓国国内のグラップリングと柔術の大会で数多くの優勝経験を持つ。
2009年10月25日、DREAM.12で弘中邦佳と対戦し、1R終了時に左目の視界不良を訴えTKO負けとなった。
2010年7月3日、DEEP 48 IMPACTで上山龍紀と対戦し、1Rにパーキーの反則となるグラウンドの膝蹴りで上山がダメージを受けインターバルが取られたが回復せず試合終了となり、映像で確認するために裁定は主催者預かりとなったが、7月7日に、膝蹴りは流れの中での偶発的なものだったとして裁定はノーコンテストとなった。
2010年12月30日、戦極 Soul of Fightで行なわれた「SRC VS DREAM 交流戦」で真騎士と対戦し、0-3の判定負けを喫した。
2013年11月24日、DEEP CAGE IMPACT 2013で吉田善行と対戦し、チョークスリーパーで一本負けを喫した。
2016年3月12日、ROAD FC 29で佐々木信治と対戦し、パウンドでTKO負けを喫した。
2020年1月19日、HEAT 46で草・MAXとHEAT総合ルール・ライト級王座決定戦で対戦し、判定勝ちを収めた。
その後、首の骨を折る大怪我を負って現役を引退した。
2023年5月21日、BreakingDown 8で飯田将成とキックボクシングルールで対戦し、延長の末2-3の判定負けを喫した。

## 戦績

### プロ総合格闘技
| 総合格闘技 戦績 | 総合格闘技 戦績 | 総合格闘技 戦績 | 総合格闘技 戦績 | 総合格闘技 戦績 | 総合格闘技 戦績 | 総合格闘技 戦績 |
| --------------- | --------------- | --------------- | --------------- | --------------- | --------------- | --------------- |
| 27 試合         | (T)KO           | 一本            | 判定            | その他          | 引き分け        | 無効試合        |
| 16 勝           | 9               | {{{subwins}}}   | 3               | 0               | 1               | 1               |
| 9 敗            | 5               | 2               | 2               | 0               | 1               | 1               |

| 勝敗 | 対戦相手                         | 試合結果                                       | 大会名                                           | 開催年月日     |
| ○    | 草・MAX                          | 5分3R終了 判定3-0                              | HEAT 46 【HEATライト級王座決定戦】               | 2020年1月19日  |
| ×    | エリック・ゴンザレス             | 2R 2:25 TKO                                    | Combate 36                                       | 2019年4月26日  |
| ○    | ホセ・ルイス・メドラーノ         | 1R 1:48 KO                                     | Combate Americas                                 | 2018年11月17日 |
| ×    | ムングオスズ・ナンディンエルデン | 1R 1:02 TKO                                    | ROAD FC 35                                       | 2016年12月10日 |
| ○    | 阿部右京                         | 1R 0:41 TKO                                    | ROAD FC 33                                       | 2016年9月24日  |
| ○    | Taketo Shimizu                   | 1R 1:03 TKO                                    | CMA MMA - Crazy King x CMA Kaiser Festival       | 2016年6月26日  |
| ×    | 佐々木信治                       | 1R 0:40 TKO（パウンド）                        | ROAD FC 29                                       | 2016年3月12日  |
| ○    | アニマル・幸治                   | 5分2R終了 判定3-0                              | IGF GENOME34                                     | 2015年6月27日  |
| ×    | 吉田善行                         | 2R 4:46 チョークスリーパー                     | DEEP CAGE IMPACT 2013 in TDC HALL                | 2013年11月24日 |
| ×    | 梅田恒介                         | 5分2R終了 判定0-3                              | DEEP 58 IMPACT                                   | 2012年6月15日  |
| ×    | 真騎士                           | 5分3R終了 判定0-3                              | 戦極 Soul of Fight                               | 2010年12月30日 |
| ○    | ジェシー・ソーサ                 | 1R 3:40 TKO（パウンド）                        | GRACHAN V                                        | 2010年11月7日  |
| ○    | 網本規久                         | 1R 0:47 腕ひしぎ十字固め                       | GLADIATOR 9                                      | 2010年8月21日  |
| －   | 上山龍紀                         | 1R 4:16 ノーコンテスト（偶発的な膝蹴りによる） | DEEP 48 IMPACT                                   | 2010年7月3日   |
| ×    | 弘中邦佳                         | 1R終了時 TKO（タオル投入：左目負傷）           | DREAM.12                                         | 2009年10月25日 |
| ○    | 五十里祐一                       | 1R 4:58 チョークスリーパー                     | DEEP 43 IMPACT                                   | 2009年8月23日  |
| ○    | 坪井淳浩                         | 1R 3:21 TKO（ドクターストップ）                | DEEP NAGOYA IMPACT 公武堂ファイト in ZEPP NAGOYA | 2009年7月26日  |
| ○    | 松下直輝                         | 1R 3:59 TKO（ドクターストップ）                | DEEP 41 IMPACT                                   | 2009年4月16日  |
| ○    | ファジャル・デ・ヴィント         | 5分2R終了 判定3-0                              | M-1チャレンジ韓国大会                            | 2008年8月29日  |
| △    | 野沢洋之                         | 5分3R終了 判定1-0                              | MARS 11 "2nd ANNIVERSARY"                        | 2008年2月11日  |
| ○    | ハイラン西村                     | 1R 2:48 TKO（パウンド）                        | MARS 10 "ALL-OUT WAR"                            | 2007年12月9日  |
| ○    | ウィリアム・アニマル             | 1R 1:37 KO                                     | MARS 09 "BLOW AWAY"                              | 2007年10月13日 |
| ○    | イ・ヨンギ                       | 1R 1:37 腕ひしぎ十字固め                       | Super Sambo Festival                             | 2007年6月24日  |
| ×    | ルイス・フェルナンド             | 1R 3:08 チョークスリーパー                     | MARS 05 "MARCHING ON"                            | 2006年10月28日 |
| ○    | キム・ジェウォン                 | 1R 5:00 腕ひしぎ十字固め                       | Empire Fighter Club                              | 2004年12月29日 |

### アマチュアキックボクシング
| 勝敗 | 対戦相手 | 試合結果                   | 大会名             | 開催年月日    |
| ○    | 悠矢     | 1R 1:13 KO（右ストレート） | Rumble Excited All | 2023年7月2日  |
| ×    | 飯田将成 | 1分1R+延長2R終了 判定2-3   | BreakingDown 8     | 2023年5月21日 |